# Miguel Bover Salom
Miguel Bover Salom, né le 12 octobre 1896 à Palma et mort le 10 octobre 1977 à Palma, est un coureur cycliste espagnol.

## Biographie
Cycliste professionnel de 1917 à 1926, Miguel Bover Salom est cinq fois champion d'Espagne : sur route en 1920 et en demi-fond en 1917, 1924, 1925 et 1926.
Il est le père de Miguel, Jean et Pedro Bover Pons, tous trois cyclistes. Miguel a remporté une étape du Tour de France 1956 et le Tour d'Andalousie la même année. Juan a été champion des Baléares de vitesse. Pedro est tué par une chute en course en 1940, au Vélodrome de Tirador à Palma.

## Palmarès
- 1917
  - Champion d'Espagne de demi-fond
- 1918
  - 2e du championnat d'Espagne de demi-fond
- 1919
  - Champion d'Espagne de vitesse
- 1920
  - Champion d'Espagne sur route
  - Champion d'Espagne de vitesse
- 1924
  - Champion d'Espagne de demi-fond
- 1925
  - Champion d'Espagne de demi-fond
- 1926
  - Champion d'Espagne de demi-fond